# Noceto
Noceto (Nozèjj in dialetto parmigiano) è un comune italiano di 13 336 abitanti della provincia di Parma in Emilia-Romagna.

## Storia

### Preistoria
Il territorio di Noceto fu abitato già in epoca preistorica quando il ritiro delle acque permise i primi insediamenti, tuttavia la principale civiltà fu quella delle terramare che costruì villaggi organizzati. Durante questo periodo le popolazioni si affidarono al fiume Taro come importante corridoio fra l'Emilia ed il Tirreno successivamente, durante l'Età del ferro il passaggio fu utilizzato dai Liguri per insediarsi nelle foreste dell'Appennino.

### Epoca romana e Medioevo
L'area fu occupata dai romani presumibilmente nello stesso periodo dell'occupazione di Parma nel 183 a.C. mentre la prima testimonianza di Noceto come comunità si ha nell'835 quando la regina Cunegonda moglie del re longobardo Bernardo donò i beni del paese alle Monache benedettine del monastero di Sant'Alessandro questo fino al 1077 quando Noceto diventò possedimento degli Este che ebbero l'arduo compito di difendere il paese dalla crescente espansione della famiglia Pallavicino e fu durante questo periodo che Noceto si trasformò in una città fortificata. Negli anni successivi si susseguirono lotte per il dominio del paese fino al 1266 quando il paese fu attaccato pesantemente dai Guelfi.

### Età moderna
Nel 1345 Noceto passò in mano ai Sanvitale fino al 1416 quando vi fu un continuo susseguirsi di signorie governanti, solo la famiglia Rossi, nel 1447, riuscì a strappare il predominio di Noceto ai Pallavicino. Nel 1481 i Rossi rafforzarono la rocca per poter resistere ad un'imminente invasione degli Sforza chiamati in aiuto dai Sanvitale, questi assediarono Noceto il 26 aprile dell'anno successivo costringendo alla resa Pier Maria II de' Rossi che, dopo una strenua resistenza, rimase senza alleati e fu così costretto a cedere nuovamente il paese ai Sanvitale.
Con la creazione del Ducato di Parma e Piacenza nel 1545 Paolo III affidò le terre del parmense a suo figlio Pier Luigi che tuttavia vide i propri domini minacciati dai Gonzaga, solo grazie ad un nuovo intervento del papa che strinse un accordo con il re di Francia si pose fine alle battaglie e alle conseguenze che portarono nelle terre parmensi. Nel 1574 Ottavio Farnese affidò a Luigi Sanvitale i territori di Noceto e Fontanellato confermando ancora il dominio della famiglia Sanvitale. Nella primavera del 1611 fu arrestato Alfonso Sanvitale, conte di Fontanellato e Onofrio Martani, quest'ultimo sotto tortura rivelò una possibile congiura ai danni del duca di Parma Ranuccio Farnese, l'anno successivo furono arrestati membri della famiglia di Alfonso e condannati a morte e i territori del parmense, compreso Noceto, vennero quindi ceduti in parte ai marchesi Dalla Rosa e in parte rimase ai Sanvitale.
Con il passaggio del ducato di Parma in mano ai Borbone in seguito alla morte senza eredi di Antonio Farnese il territorio vide un periodo di prosperità, si costruirono le prime reti di canali e il paese perse lentamente la sua funzione di fortezza militare e, in un'atmosfera tipica dell'età moderna e non più medievale, nel 1795 nacque il comune di Noceto.

### Il periodo napoleonico e l'Unità
Con l'occupazione francese il ducato venne affidato dapprima a Moreau de Saint Mery che lo rimodellò secondo le leggi francesi e successivamente, una volta annesso alla Francia come dipartimento da Jean-Jacques Régis de Cambacérès come duca di Parma nominato da Napoleone. Il ducato verrà ripristinato in seguito al Congresso di Vienna e ceduto alla moglie di Napoleone Maria Luigia che governò il ducato fino al ritorno degli ultimi Borbone e dell'annessione alle Province Unite del Centro Italia sotto il comando di Luigi Carlo Farini e della successiva annessione al Regno di Sardegna tramite plebiscito nel 1860. Con l'annessione al neonato Regno d'Italia fu ripristinato il consiglio comunale e la nomina a sindaco.

### Simboli
Lo stemma e il gonfalone sono stati concessi con decreto del presidente della Repubblica del 27 giugno 1962.
Il noce è un'arma parlante e insieme al monte rappresenta l'ambiente boschivo in cui sorge il comune. La torre è quella dell'antico castello.
Il gonfalone è un drappo tagliato di bianco e di azzurro.

## Monumenti e luoghi d'interesse

### Architetture religiose

#### Chiesa di San Martino

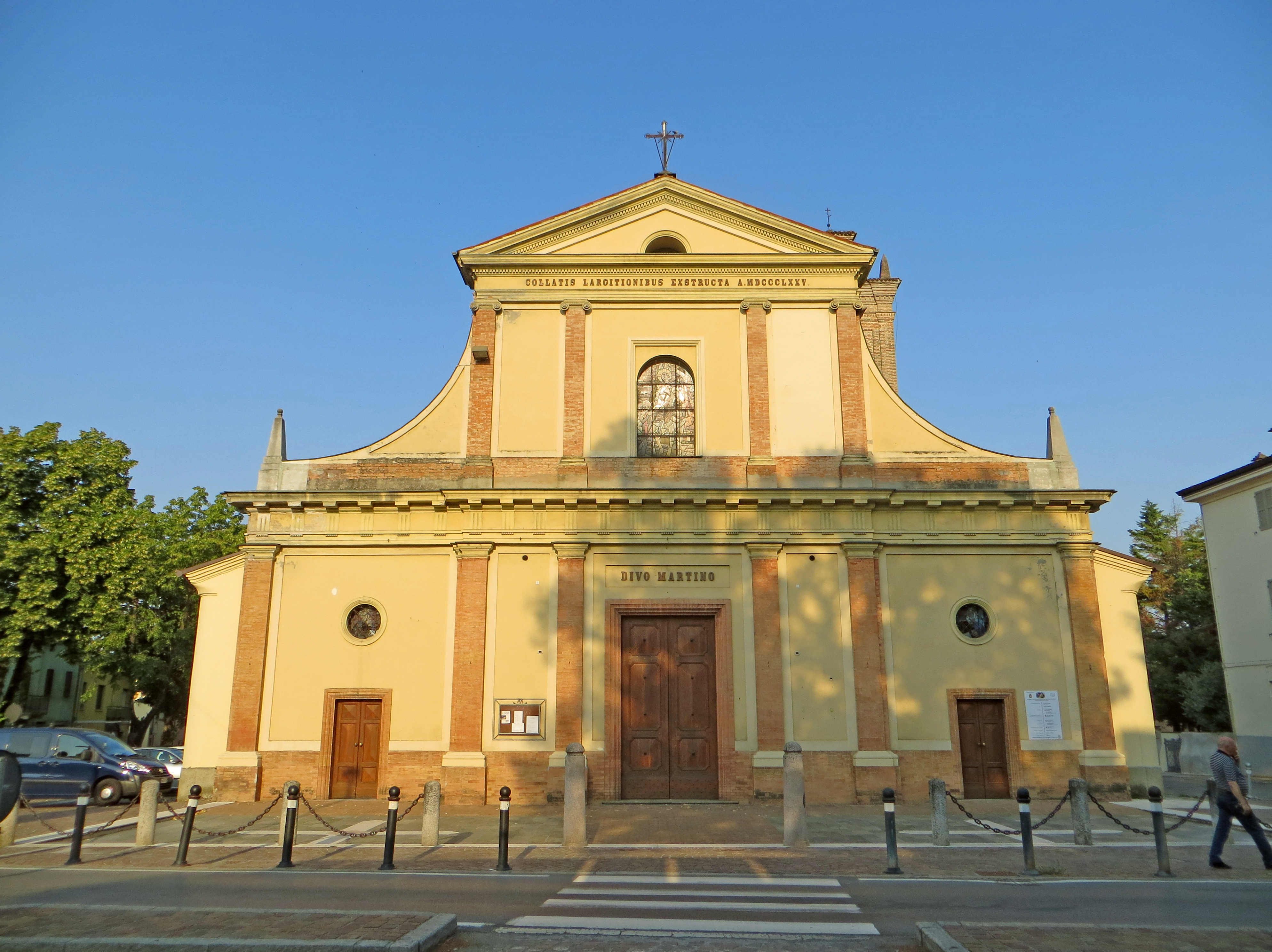
Chiesa di San Martino

Ai margini del centro storico si erge la neoclassica chiesa di San Martino, edificata tra il 1692 e il 1754 sul luogo dell'originaria pieve risalente all'XI o XII secolo; modificata nel 1875 con l'elevazione della nuova facciata e tra il 1885 e il 1890 con la costruzione delle due navate laterali affiancate da cinque cappelle per parte, fu ornata internamente nel 1905 una prima volta e nuovamente decorata dopo il 1950 dai fratelli Furlotti; la vetrata raffigurante "San Martino" è opera del pittore Giuseppe Moroni. Il luogo di culto conserva alcune opere di pregio, tra cui la pala d'altare raffigurante San Martino a cavallo, dipinta da Francesco Scaramuzza nel 1832.

#### Chiesa dei Santi Simone e Giuda

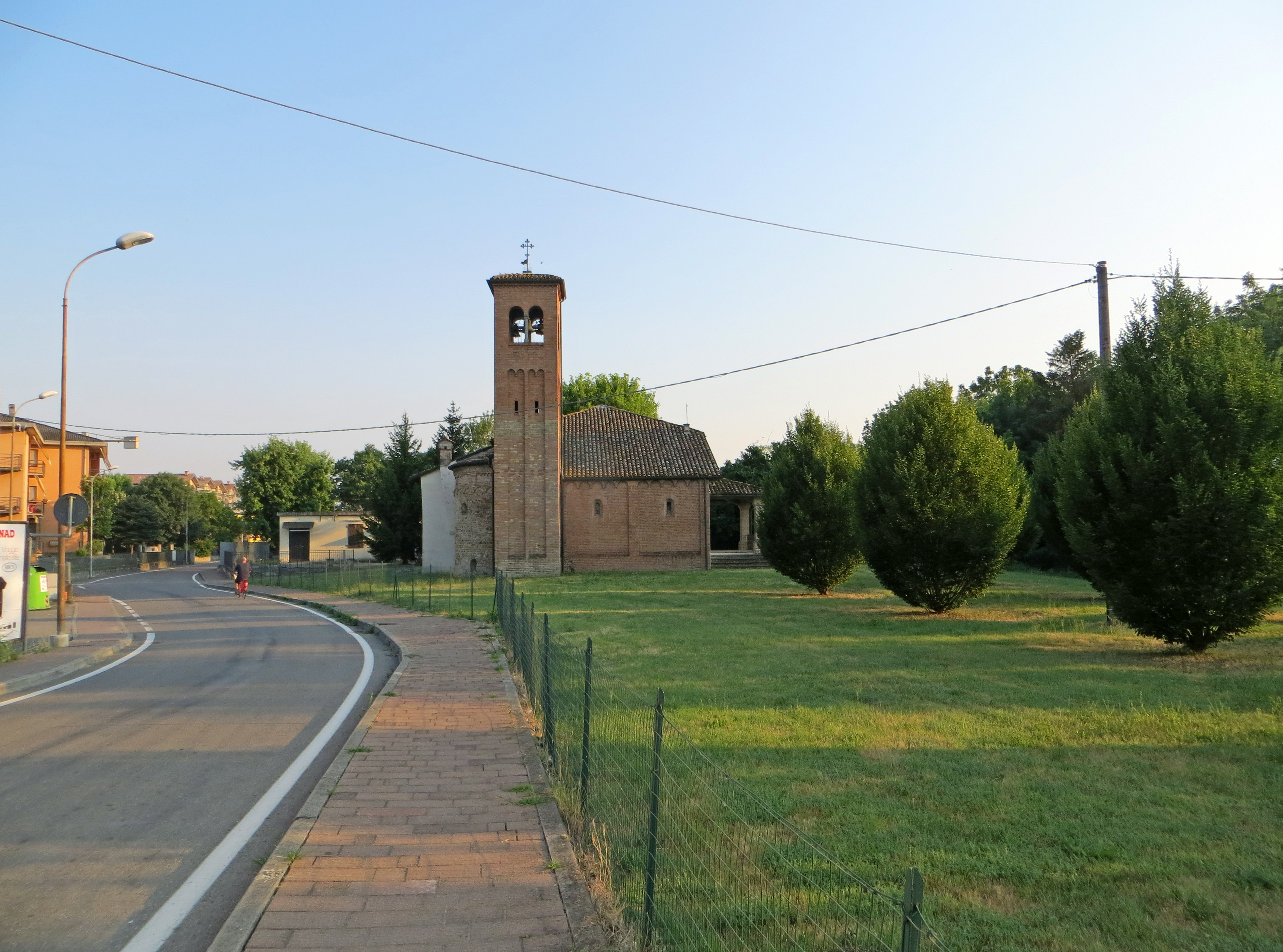
Chiesa dei Santi Simone e Giuda

Nella frazione di Sanguinaro, posta lungo la via Emilia, sorge l'antica chiesa dei Santi Simone e Giuda, innalzata nell'XI secolo, ma modificata dai cavalieri Ospitalieri nel XV secolo e nuovamente nel 1578; abbandonata dai melitensi nel 1798, fu alienata a privati nel 1864 e ristrutturata tra il 1910 e il 1915, con la costruzione della nuova facciata con portico e della canonica annessa; dell'edificio originario si conservano intatte la zona absidale, decorata internamente con affreschi tardogotici, e la cripta, suddivisa in tre navate sviluppate su cinque campate oltre al transetto e ai tre absidi.

#### Chiesa di San Pietro Apostolo

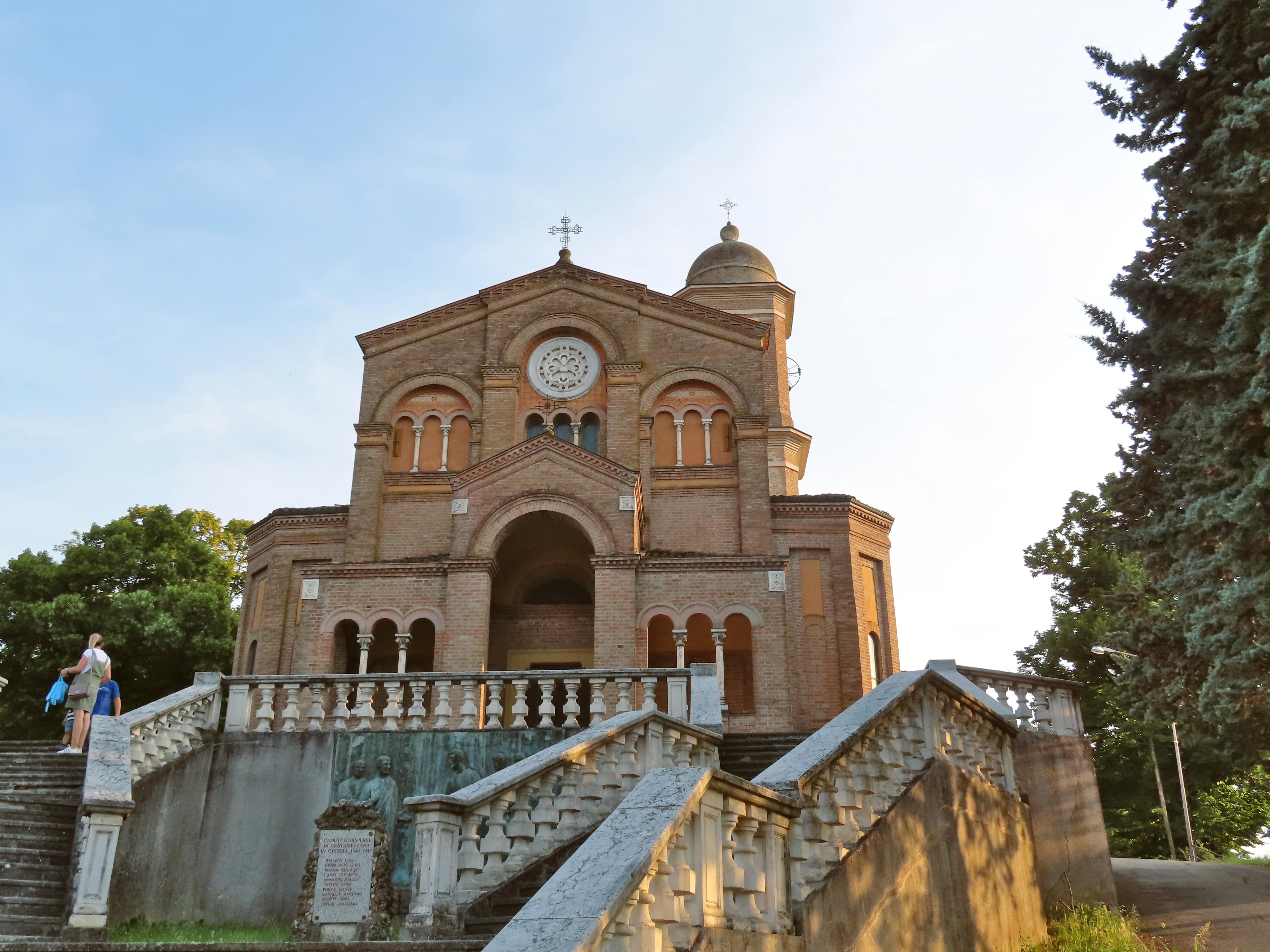
Chiesa di San Pietro Apostolo

Edificata tra il 1909 e il 1917 per sostituire l'ormai inadeguata cappella medievale posta all'interno del castello, la chiesa di Costamezzana fu arricchita nel 1930 con la facciata neobizantina progettata dall'architetto Camillo Uccelli; l'edificio, preceduto da un'imponente scalinata in pietra, è decorato all'interno con affreschi realizzati nel 1954 dal pittore Piero Furlotti, raffiguranti il Battesimo di Cristo, l'Ultima Cena e il Martirio di Sant'Agata.

#### Chiesa di Santa Maria Assunta

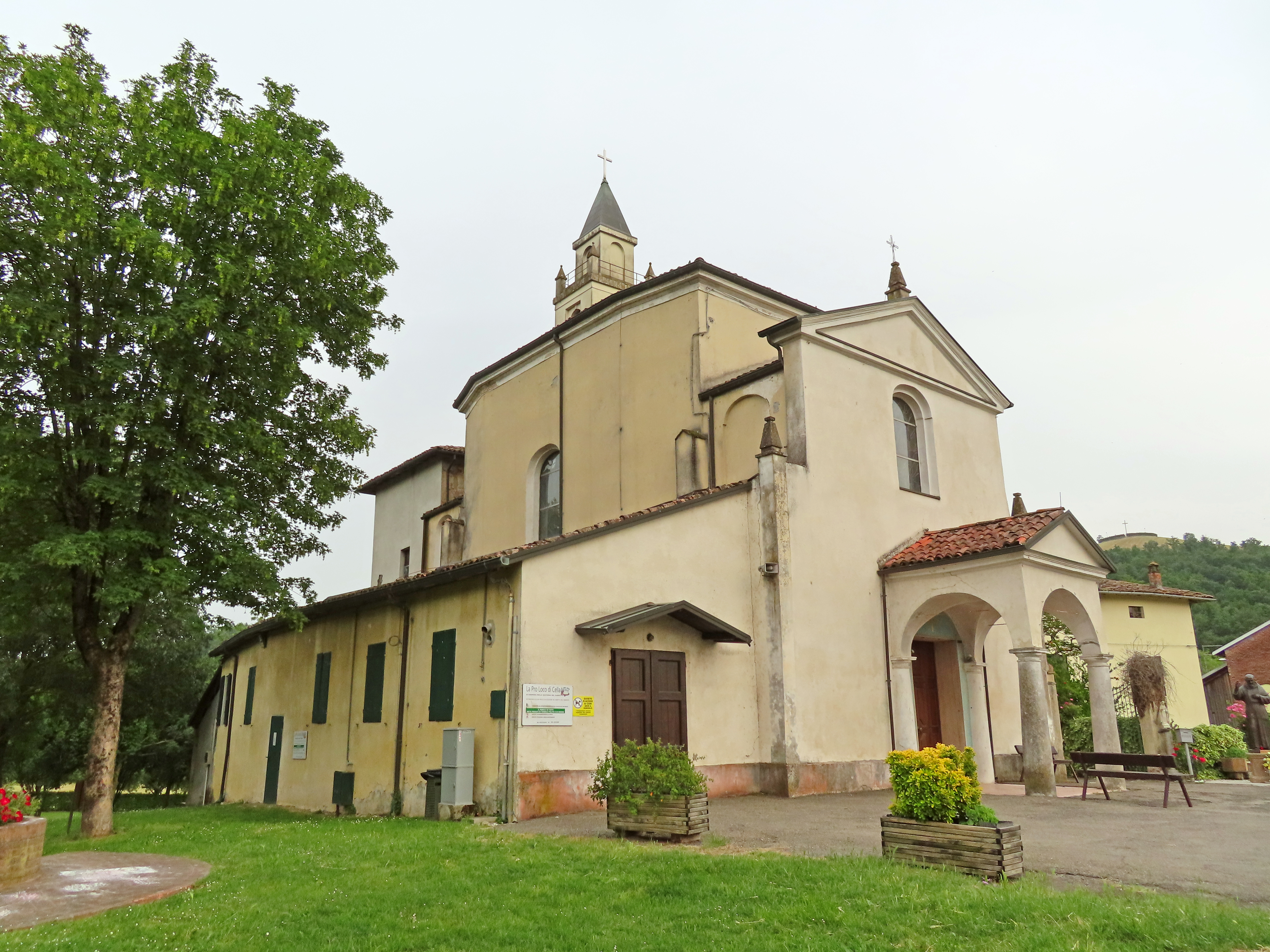
Chiesa di Santa Maria Assunta

Menzionata per la prima volta nel 1196, la pieve romanica di Cella fu completamente ricostruita in stile barocco tra il 1630 e il 1650 circa; decorata intorno alla metà del XVIII secolo, fu restaurata tra il 1990 e il 2000; al suo interno l'aula, sviluppata su una pianta pianta centrale ellittica, è coperta da un'elaborata cupola affrescata a motivi geometrici; sul fondo del presbiterio l'ancona tardo-seicentesca sull'altare maggiore, riccamente decorata con putti e cariatidi, accoglie una statua lignea settecentesca raffigurante l'Immacolata Concezione.

#### Chiesa di San Pietro in Vincoli

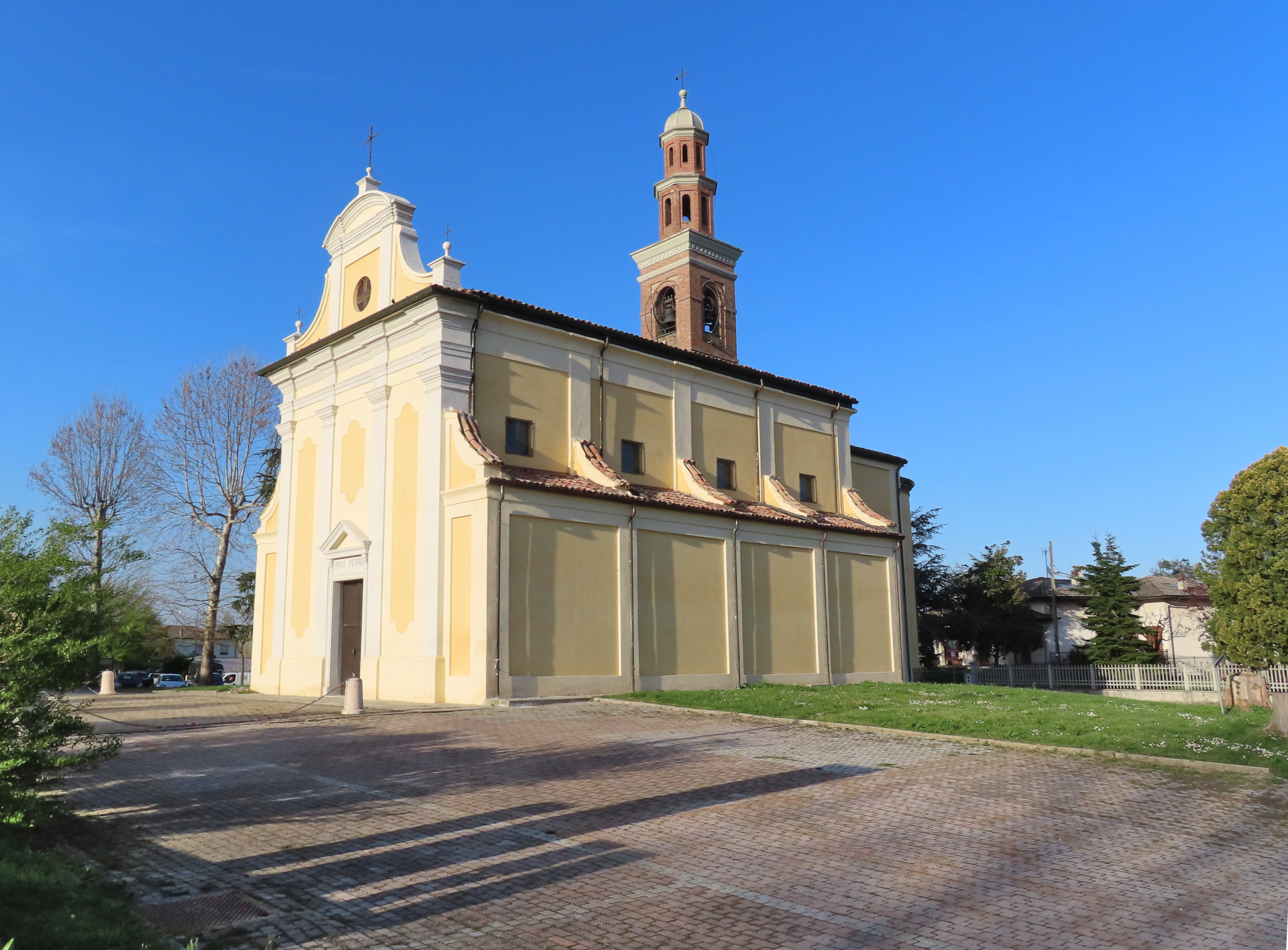
Chiesa di San Pietro in Vincoli

Edificata in epoca medievale probabilmente dai frati cistercensi dell'abbazia di Chaise-Dieu, la chiesa romanica di Borghetto fu menzionata per la prima volta nel 1230; aggregata nel 1601 alla diocesi di Borgo San Donnino, fu completamente ricostruita in stile barocco nella prima metà del XVIII secolo; al suo interno sono conservate varie opere seicentesche e settecentesche.

### Architetture militari

#### Rocca dei Sanvitale

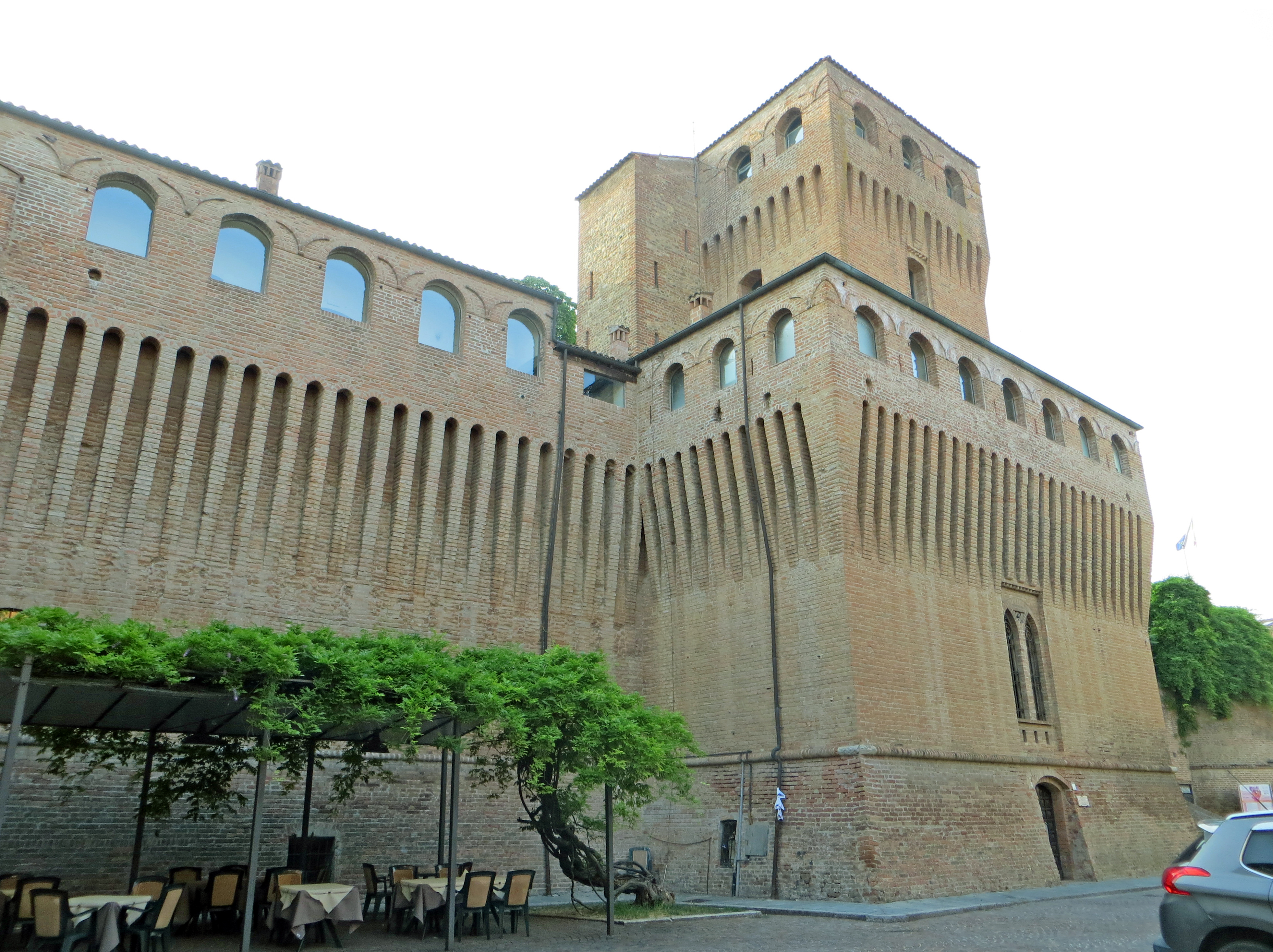
Rocca dei Sanvitale

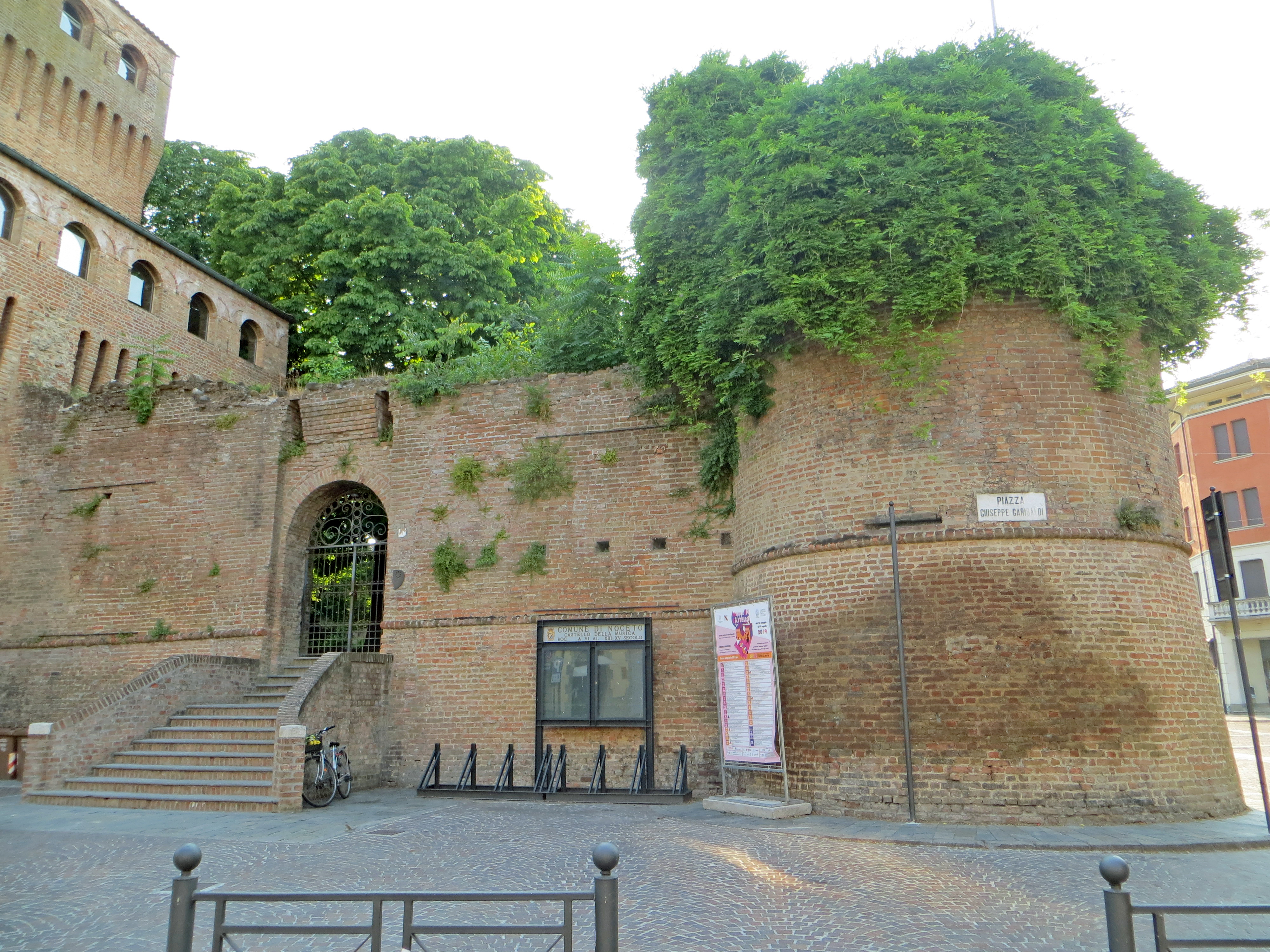
Ingresso della rocca dei Sanvitale

Nella centralissima piazza Garibaldi si erge la Rocca dei Sanvitale, piccola fortezza innalzata probabilmente all'inizio del XIII secolo dalla famiglia Pallavicino; entrata nel 1345 in possesso dei Sanvitale, fu abbattuta e ricostruita più volte, fino al 1447, quando fu conquistata da Pier Maria II de' Rossi, che nel 1481 la fece fortificare conferendole la veste attuale in vista della guerra dei Rossi, durante la quale il castello fu danneggiato da colpi di bombarda; rientrata nelle mani dei Sanvitale, la fortezza fu confiscata nel 1805 e alienata a privati; nel 1938 fu acquistata dal Comune di Noceto, che dopo vari utilizzi la ristrutturò nel 1998, per trasformarla nel 2005 nel "Castello della Musica", sede del museo della Liuteria e del museo del Disco; all'interno delle mura della rocca è presente inoltre un giardino pensile.

#### Castello di Castelguelfo

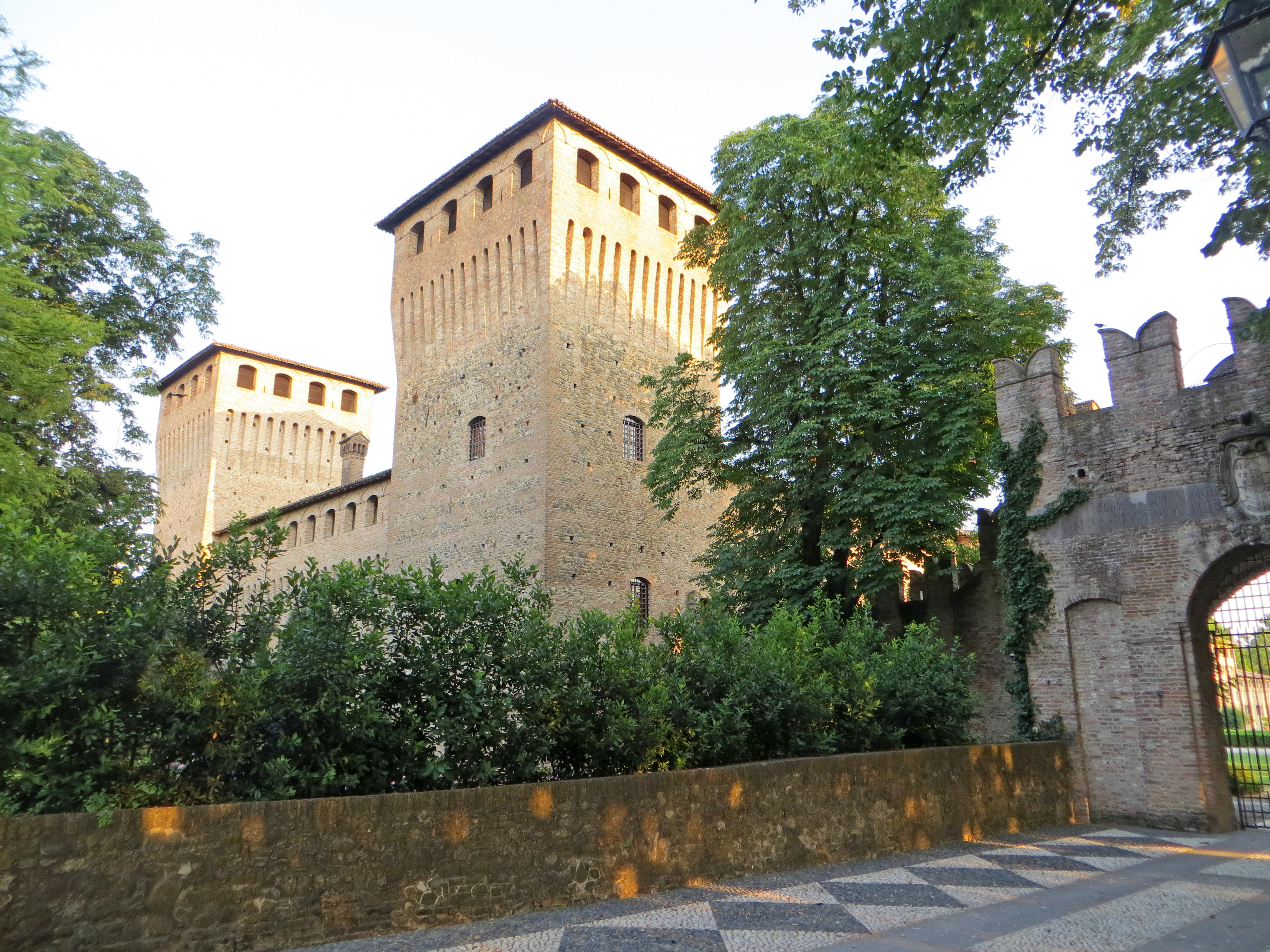
Castello di Castelguelfo

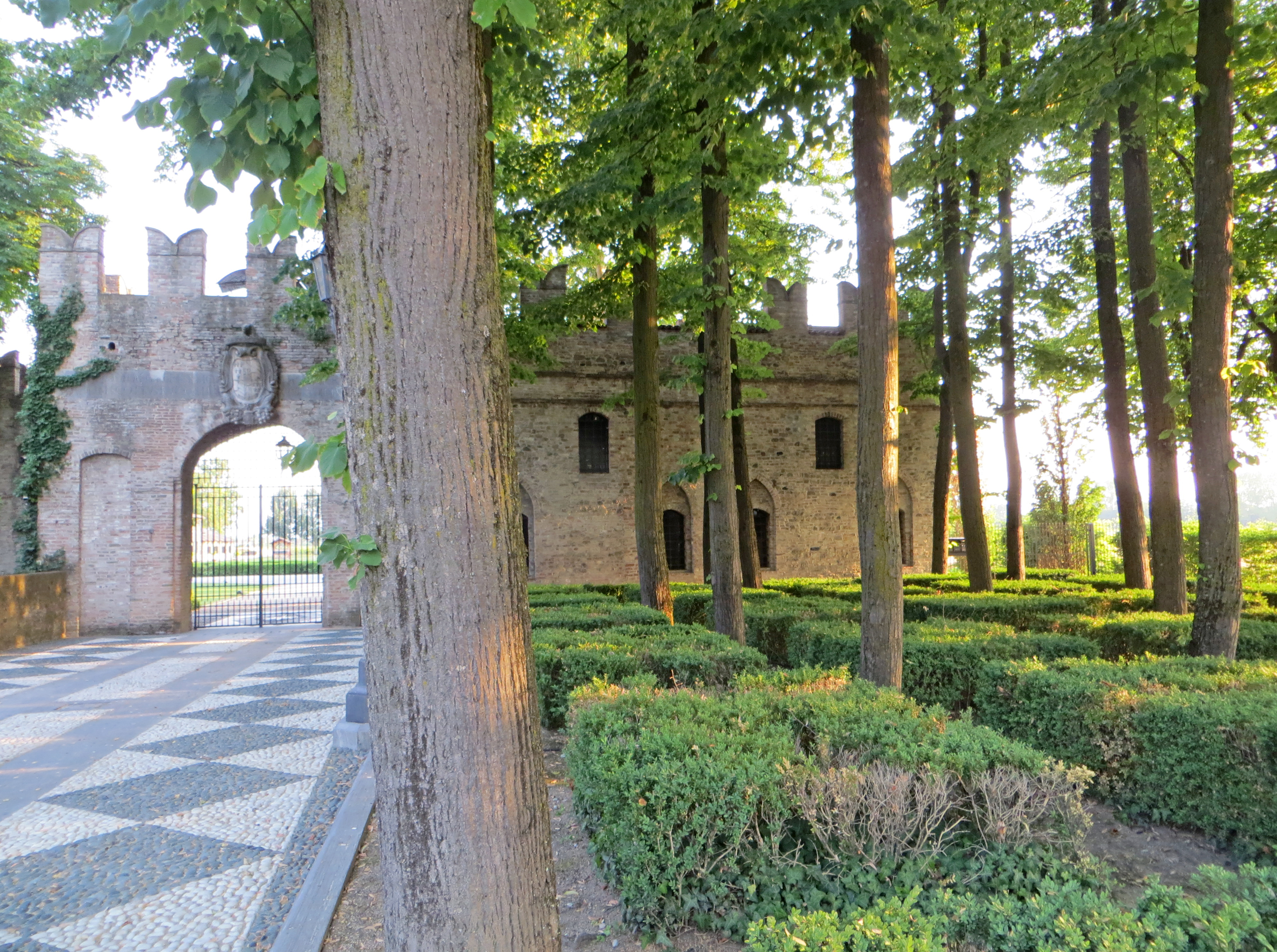
Rivellino d'ingresso del castello di Castelguelfo

Nell'abitato di Castelguelfo, lungo la via Emilia, sorge inoltre il notevole castello omonimo, costruito prima del XIII secolo; la fortezza appartenne a partire dal 1212 ai Fieschi, ma fu conquistata nel 1312 dai Rossi e l'anno seguente da Giberto III da Correggio, che la fecero abbattere; espugnata nel 1397 da Gian Galeazzo Visconti, fu affidata ai Pallavicino, che la ricostruirono; assoggettata da Ottobuono de' Terzi, passò poi a Alberto Scotti, a Niccolò III d'Este, ai Sanvitale per ritornare nuovamente a Rolando il Magnifico; nel secolo seguente fu incamerata dal Comune di Parma, indi pervenne ai duchi Farnese, che, trasformatala in residenza nobiliare, la assegnarono infine agli Scotti di Vigoleno; il maniero passò di mano molte altre volte e nel 1916 fu completamente ristrutturato dall'armatore Fasce, che apportò varie modifiche; oggi il grande castello e tutti gli edifici annessi appartengono alla famiglia Rovagnati.

#### Castello di Costamezzana

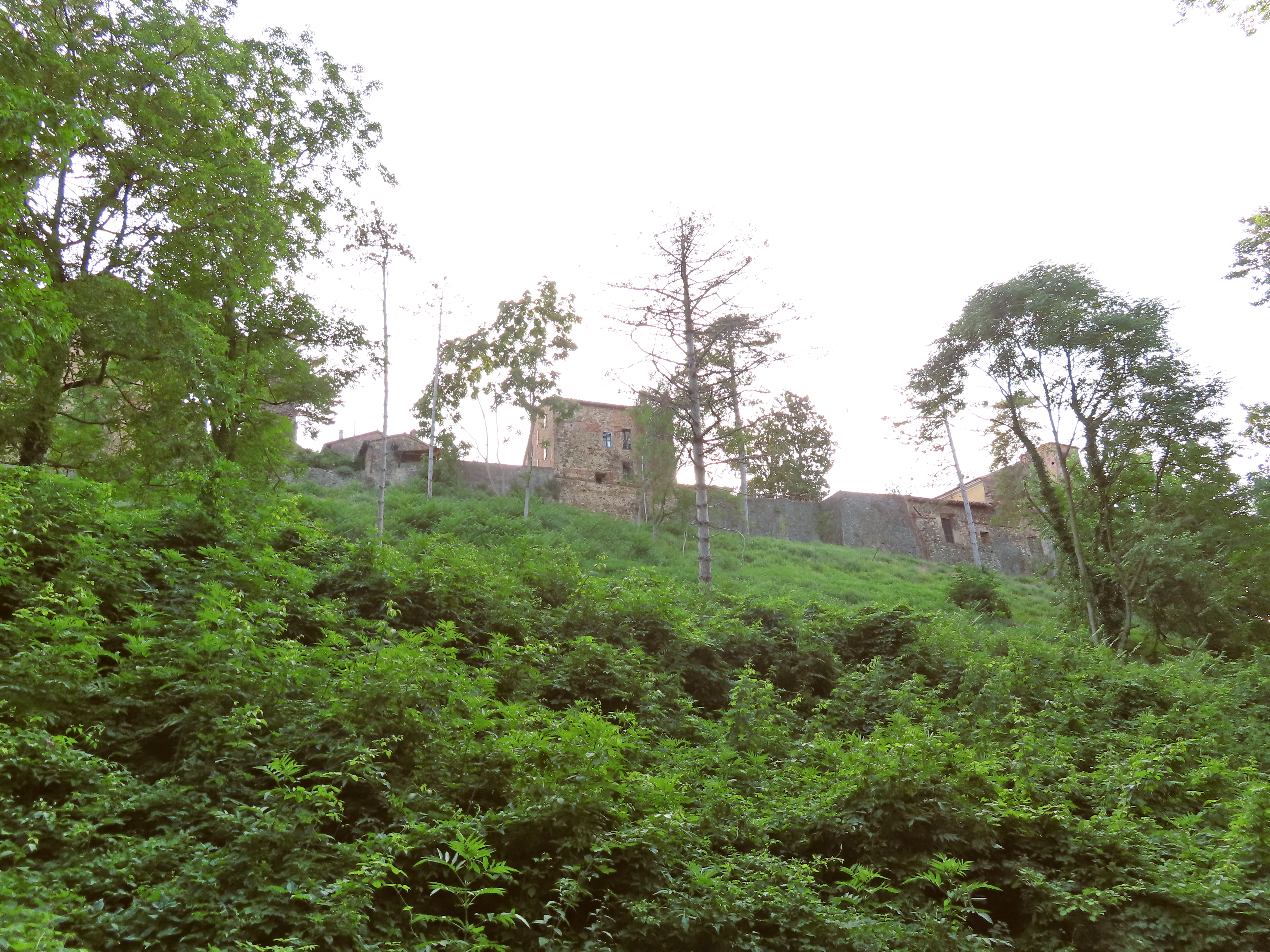
Lato est del castello di Costamezzana

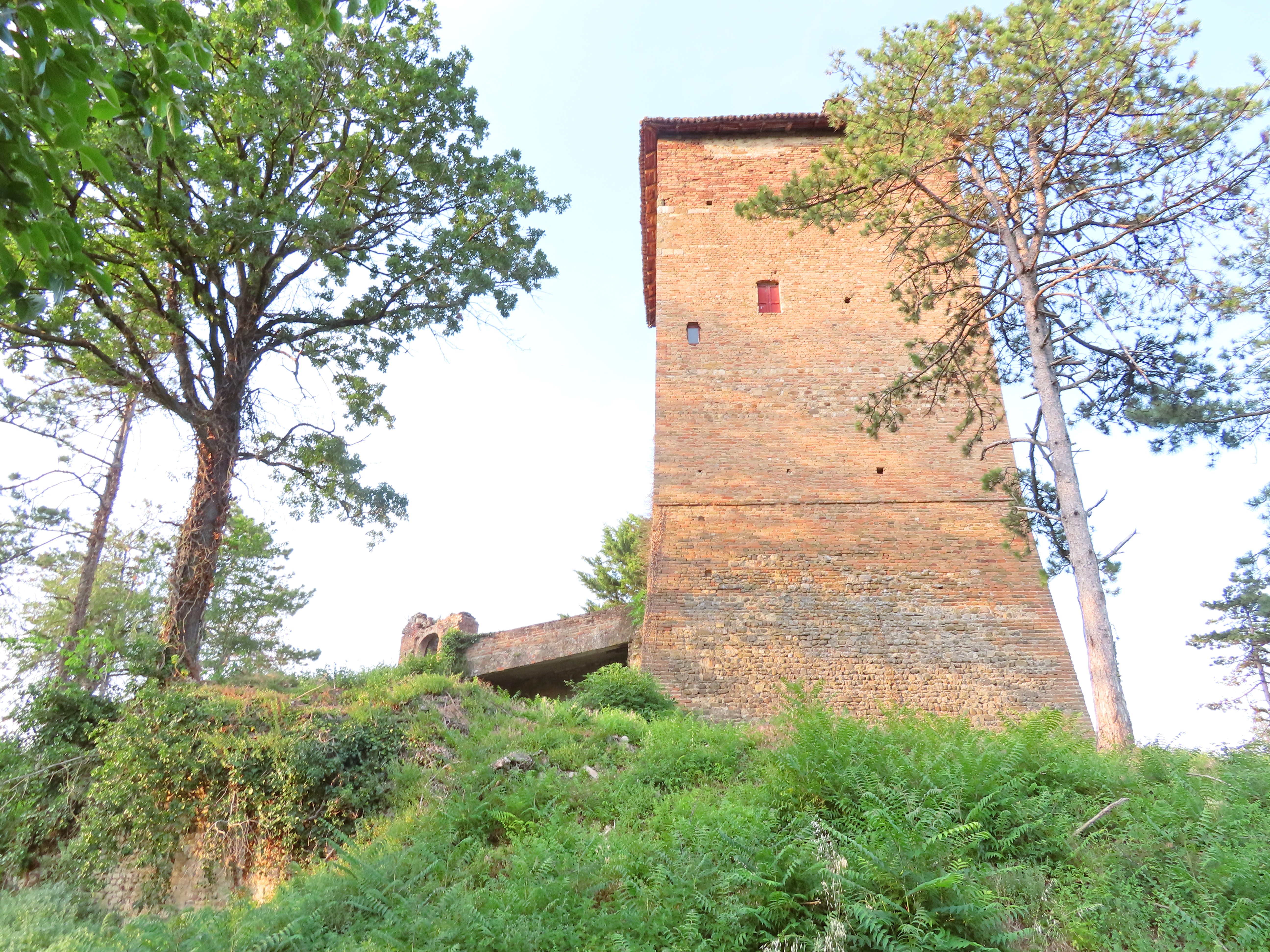
Mastio del castello di Costamezzana

A sud del piccolo centro di Costamezzana, si erge l'omonimo castello, edificato probabilmente nell'XI secolo dalla nobile famiglia dei Tavernieri; assegnato nel 1249 ai Pallavicino, fu successivamente espugnato prima dai Da Cornazzano e poi dai guelfi parmigiani; riconquistato nel 1374 dai Pallavicino, fu completamente ricostruito entro il 1395; nel 1403 il possente edificio fu distrutto dai Rossi, ma rimase, salvo una parentesi di alcuni anni, nelle mani dei Pallavicino fino al 1600, quando fu ceduto al Comune di Parma; il feudo, elevato a marchesato nel 1706, fu assegnato dal duca Francesco Farnese a Benedetto Mischi, i cui eredi lo alienarono alla fine del XIX secolo alla famiglia Barbieri; della maestosa fortezza tardo-medievale oggi rimangono soltanto l'alto mastio, alcuni edifici tra cui l'antica chiesa medievale di San Pietro Apostolo, una torre rotonda e alcune mura a sostegno del terrapieno.

### Architetture civili

#### Villa La Vigna

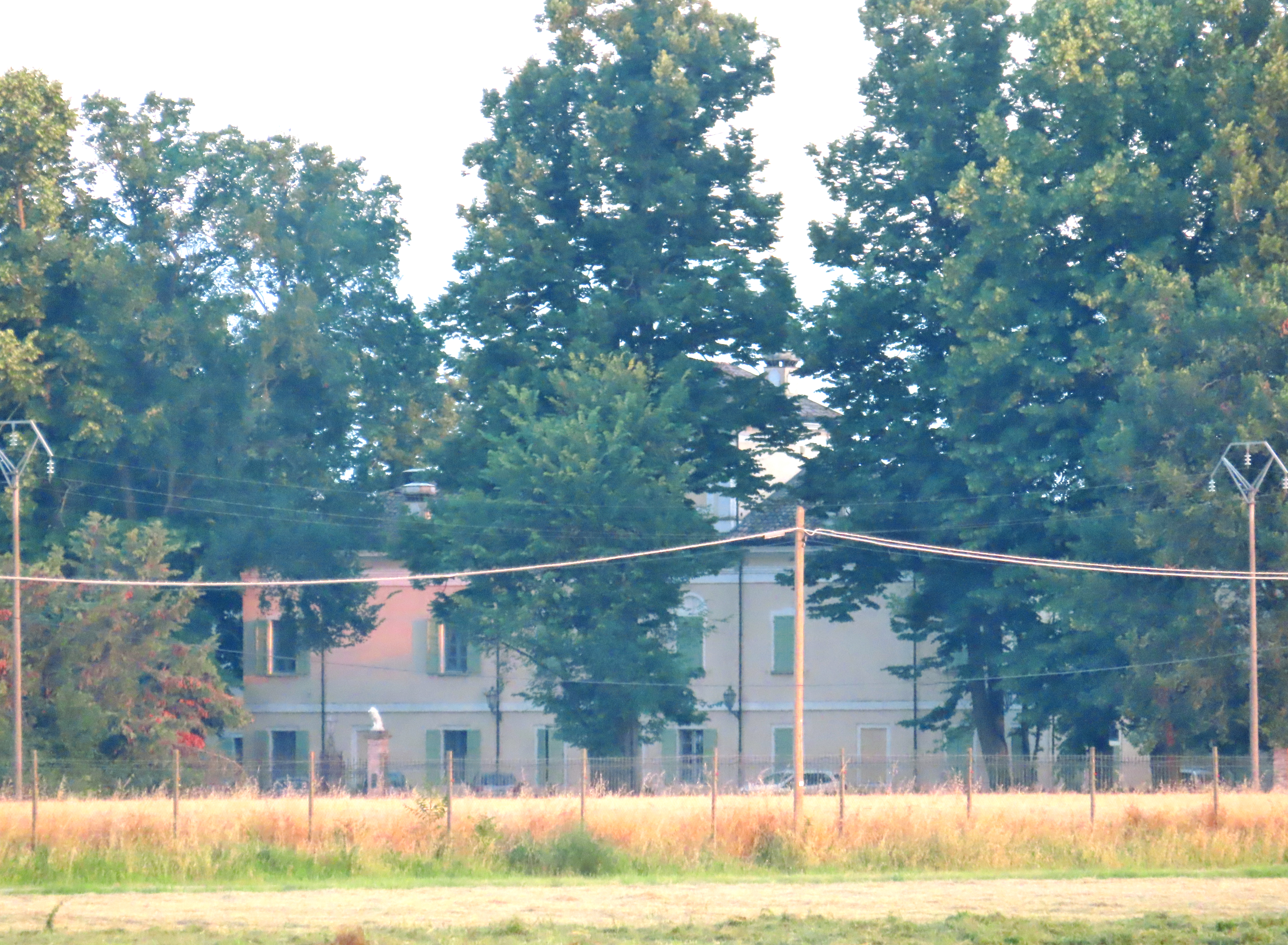
Villa La Vigna

Edificata nei primi anni del XVIII secolo per volere del conte Alessandro III Sanvitale, la villa neoclassica, circondata da una vasta tenuta, fu ampliata nella seconda metà del secolo con l'aggiunta di due ali simmetriche, progettate dell'architetto Ennemond Alexandre Petitot; alienata successivamente a privati, fu acquistata intorno al 1980 dalla famiglia Adami, che la ristrutturò completamente. L'ampia struttura, dominata da un'altana sormontata da frontone, accoglie al suo interno un piccolo oratorio dedicato a sant'Eustachio, consacrato solennemente nel 1730; il luogo di culto, caratterizzato dalla presenza di un monumentale matroneo, conserva un pregiato messale del 1740.

#### Villa Borsi
Edificata nel XVII secolo in stile barocco, la villa, nota anche come "La Commenda", appartenne probabilmente al Sovrano militare ordine di Malta; alienata a metà ottocento dalla nobile famiglia Borsi, nel XX secolo fu decorata internamente da Amedeo Bocchi, che dipinse in una sala alcuni paesaggi. La struttura, elevata su due livelli fuori terra oltre al sottotetto, è caratterizzata dalla presenza di uno stemma melitense scolpito sulla portafinestra del primo piano della facciata.

#### Villa Zobolo
Edificata nel XVI secolo, la villa, appartenuta ai marchesi Zobolo, passò per via ereditaria ai marchesi Giandemaria; acquistata dal tenente colonnello Antonio Levacher nei primi anni del XIX secolo, fu modificata in stile neoclassico. La struttura, collocata all'interno di un ampio parco, è caratterizzata dalla facciata elevata su due livelli; al primo piano si aprono nel mezzo tre portefinestre, chiuse da balaustre in ferro battuto ornate con gli stemmi dei marchesi Zobolo; in sommità si erge un grande frontone triangolare, coronato da un campanile a vela.

#### Villa La Galvana
Costruita originariamente quale casino da caccia dei conti Sanvitale, la villa barocca, posta al centro di un'enorme tenuta, appartenne alla casata fino al 1612; adibita poi a monastero femminile, fu successivamente acquistata dai gesuiti di Parma, che la trasformarono nella residenza estiva dell'ordine; modificata e ampliata a più riprese, fu in seguito alienata a privati. Il complesso è costituito da tre distinti edifici sviluppati ai lati di una corte, accessibile attraverso un portale ad arco a tutto sesto realizzato nel XVIII secolo; all'interno della proprietà si trova anche un oratorio settecentesco intitolato ai santi Antonio abate e Ignazio.

## Società

### Evoluzione demografica
Abitanti censiti

### Etnie e minoranze straniere
Secondo i dati ISTAT, nel 2013 i residenti stranieri erano 1 501 (11,5%) mentre le principali etnie straniere provenivano da:
1. Albania, 245
2. Marocco, 232
3. Romania, 198
4. Moldavia, 161
5. India, 130
6. Tunisia, 85
7. Costa d'Avorio, 71
8. Senegal, 45
9. Ucraina, 40
10. Repubblica Dominicana, 24

## Cultura

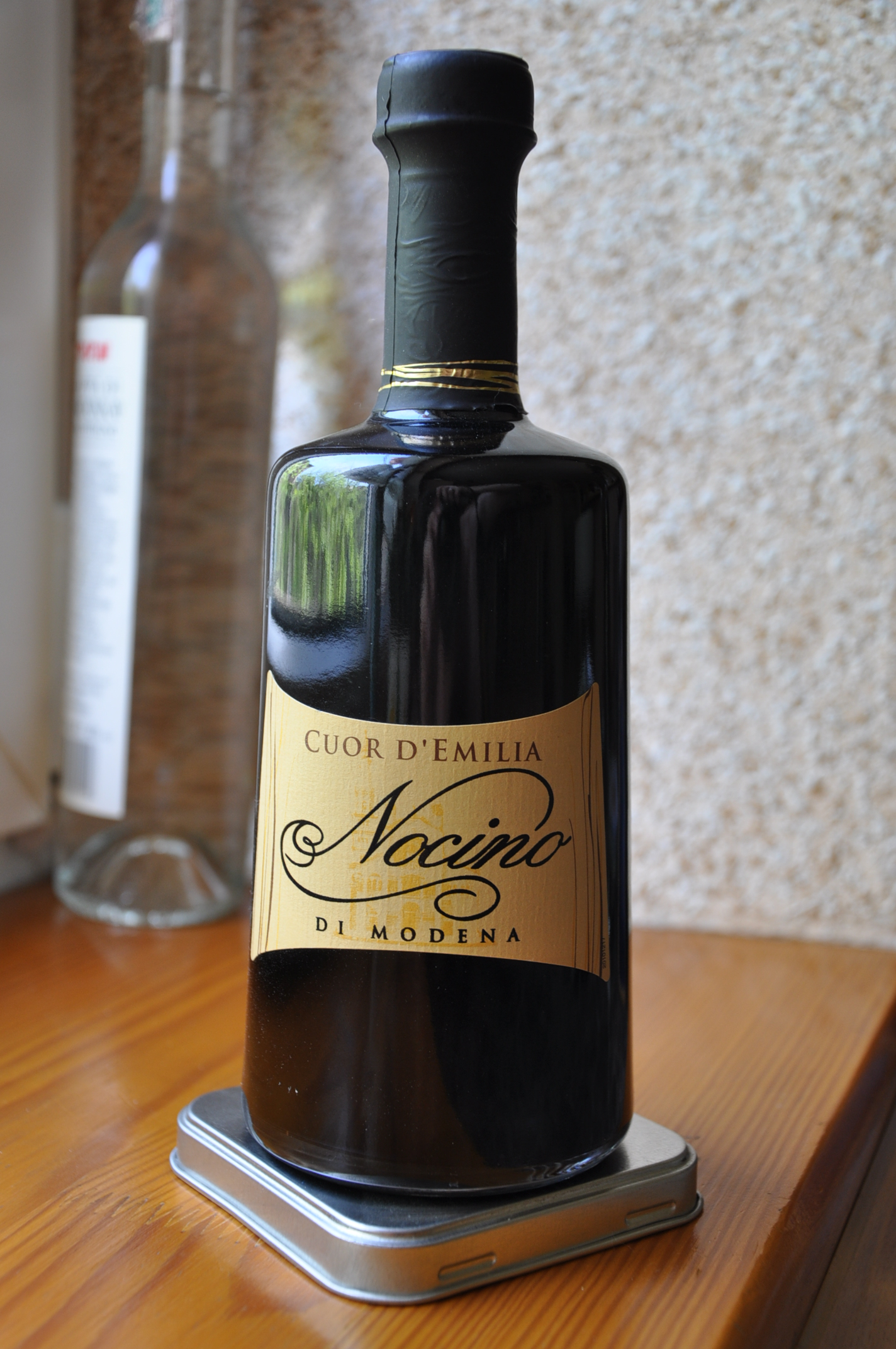
Il Nocino

### Il Nocino
Uno dei prodotti tipici di Noceto è il Nocino, un liquore ricavato dalle noci. Una delle fonti più sicure circa le sue origini si hanno con la famiglia Cotti che risiedeva a Noceto da oltre 400 anni, producendo e tramandando la ricetta. Secondo la leggenda invece, la ricetta del liquore, di origine celtica, fu importata dalle Gallie dai romani. Una versione alternativa racconta di come gli stessi celti, che dimoravano nel nord Italia, diffusero il prodotto attraverso la coltura delle noci che dovevano essere raccolte all'alba del solstizio d'estate da una vergine a piedi nudi. Al giorno d'oggi il Nocino è considerato un prodotto tradizionale tipico dell'Emilia.

### Settimana della creatività
Dopo il decesso di un bambino, che a seguito della visione di un'impiccagione in TV ha voluto imitare il gesto, la comunità ha deciso di spegnere volontariamente la televisione per un periodo dell'anno. Questa idea, sorta sull'onda emotiva del grave fatto, si è con il tempo trasformata in un progetto educativo, la Settimana della creatività, in cui viene proposta ai bambini e ai ragazzi del paese un'alternativa all'intrattenimento televisivo, cercando di renderli protagonisti e non spettatori.

### Festa della Nonna e del Nonno
Fin dagli anni 2002/2003, l'Amministrazione Comunale con riferimento particolare al sindaco Fabio Fecci, ha lavorato intensamente affinché la figura dei nonni potesse essere degnamente celebrata ed ufficializzata mediante una legge dello Stato, adoperandosi nel portare avanti una capillare campagna di sensibilizzazione sul territorio nazionale ed inviando atti di intento e di promozione della ricorrenza presso le più alte sedi istituzionali.
Fu infatti proprio grazie alla proposta del sindaco Fabio Fecci - poi definitivamente accolta in sede parlamentare - che la data assegnata alla festa, originariamente individuata nel disegno di legge nel 26 luglio, venisse spostata al 2 ottobre (giornata degli Angeli Custodi), periodo certamente più favorevole perché non coincidente con le ferie estive ed atto a permettere il coinvolgimento delle istituzioni scolastiche.
Sarà la tradizionale torta su cui campeggia fra la panna e il cioccolato il logo dei nonni – frutto di un concorso di idee fra i ragazzi delle scuole superiori di Parma – a creare un dolce momento di intrattenimento per tutti i presenti.

### Il concorso letterario "La storia si scrive a Noceto....parola di nonno"
Nasce insieme alla prima edizione della festa il concorso letterario dedicato a tutti i nonni d'Italia, sorto come iniziativa collaterale volta a creare un grande affresco di testimonianze e ricordi scritti in modo autentico e diretto dalla penna di tutti i nonni.
Il concorso ha debuttato nel 2006 ed era stato ufficialmente presentato in occasione della prima edizione della festa dei nonni celebrata il 2 ottobre 2005.
È una giuria composta da persone appartenenti al mondo della letteratura, del giornalismo e della formazione dei giovani a decretare ogni anno i vincitori fra quanti fanno giungere i loro elaborati da ogni zona d’Italia.

## Infrastrutture e trasporti
Noceto è posta lungo la Strada statale 357 di Fornovo, servita da autocorse in servizio pubblico svolte dalla società TEP.
Fra il 1908 e il 1937 tale servizio pubblico di collegamento con Parma era svolto dalla Tranvia Fornace Bizzi-Medesano esercita con tram a vapore.
La stazione di Noceto, posta sulla linea Fidenza-Fornovo, risulta priva di traffico viaggiatori a partire dal 2013.

## Amministrazione
I servizi, comprendono l'asilo nido e la scuola materna comunale. L'Istituto comprensivo "Biagio Pelacani", dotato della scuola elementare e della scuola media. I servizi sociali, hanno in dotazione, la casa di riposo "Villa Pavesi-Borsi", con annesso centro diurno per gli anziani. Per i disabili, esiste un apposito centro diurno, denominato il Giardino.
Di seguito è presentata una tabella relativa alle amministrazioni che si sono succedute in questo comune.
| Periodo         | Periodo         | Primo cittadino     | Partito                                                                                     | Carica  | Note   |
| --------------- | --------------- | ------------------- | ------------------------------------------------------------------------------------------- | ------- | ------ |
| 1946            | 1951            | Luigi Barocelli     |                                                                                             | Sindaco | [ 28 ] |
| 1951            | 1956            | Pietro Furlotti     |                                                                                             | Sindaco | [ 28 ] |
| 1956            | 1959            | Dante Francario     |                                                                                             | Sindaco | [ 28 ] |
| 1959            | 1963            | Carlo Furlotti      |                                                                                             | Sindaco | [ 28 ] |
| 1963            | 1965            | Armando Sesenna     |                                                                                             | Sindaco | [ 28 ] |
| 1965            | 1975            | Gian Paolo Milli    |                                                                                             | Sindaco | [ 28 ] |
| 1975            | 1983            | Camillo Paini       |                                                                                             | Sindaco | [ 28 ] |
| 1984            | 1987            | Michele Tambini     |                                                                                             | Sindaco | [ 28 ] |
| 9 luglio 1987   | 30 luglio 1990  | Francesco Barocelli | Partito Socialista Italiano                                                                 | Sindaco | [ 28 ] |
| 6 agosto 1990   | 24 ottobre 1992 | Francesco Barocelli | Partito Socialista Italiano                                                                 | Sindaco | [ 28 ] |
| 24 ottobre 1992 | 24 aprile 1995  | Paolo Paglia        | Democrazia Cristiana                                                                        | Sindaco | [ 28 ] |
| 24 aprile 1995  | 14 giugno 1999  | Paolo Paglia        | coalizione di centro-destra: Centro Cristiano Democratico, Forza Italia, Alleanza Nazionale | Sindaco | [ 28 ] |
| 14 giugno 1999  | 14 giugno 2004  | Fabio Fecci         | lista civica di centro-destra, sostenuta da Forza Italia e Centro Cristiano Democratico     | Sindaco | [ 28 ] |
| 14 giugno 2004  | 8 giugno 2009   | Fabio Fecci         | lista civica di centro-destra, sostenuta da Forza Italia-PdL e Lega Nord                    | Sindaco | [ 28 ] |
| 8 giugno 2009   | 14 giugno 2014  | Giuseppe Pellegrini | lista civica di centro-destra                                                               | Sindaco | [ 28 ] |
| 26 maggio 2014  | 27 maggio 2019  | Fabio Fecci         | lista civica di centro: "Liberi e uniti per il paese": sostenuta da FI-Unione di Centro     | Sindaco | [ 28 ] |
| 27 maggio 2019  | 10 giugno 2024  | Fabio Fecci         | centro, lista civica "Liberi e uniti" sostenuta dal centrodestra                            | Sindaco | [ 28 ] |
| 10 giugno 2024  | in carica       | Fabio Fecci         | lista civica Liberi e Uniti per il paese sostenuta dal centrodestra                         | Sindaco | [ 28 ] |

|}

### Gemellaggi
- Walnut Creek, dal 1987
- Noyers-sur-Serein, dal 1990
- Cricova, dal 2000

## Sport

### Calcio
La principale squadra di calcio della città era la Crociati Noceto, che vanta quale maggior successo la partecipazione alla Lega Pro Seconda Divisione. A seguito del suo fallimento, nel 2016, le è subentrato il Noceto, nato nel 2008 e mai spintosi oltre i campionati dilettantistici a carattere territoriale. Terza squadra è il G.S. Fraore, a sua volta dilettantistica.
L'infrastruttura di riferimento è lo stadio Il Noce.

### Rugby
Noceto vanta una forte tradizione rugbistica, risalente al 1971, anno di fondazione del Rugby Noceto. A lungo impegnato ai massimi livelli del rugby nazionale, il club milita attualmente in Serie A. Dopo aver partecipato alla creazione del GrAN Parma, oggi costituisce un importante serbatoio per le Zebre Rugby.